# Corinnomma comulatum
Corinnomma comulatum là một loài nhện trong họ Corinnidae.
Loài này thuộc chi Corinnomma. Corinnomma comulatum được Tord Tamerlan Teodor Thorell miêu tả năm 1891.